# Peperomia ilaloensis
Peperomia ilaloensis là một loài thực vật có hoa trong họ Hồ tiêu. Loài này được Sodiro miêu tả khoa học đầu tiên năm 1902.